# Gihonquelle

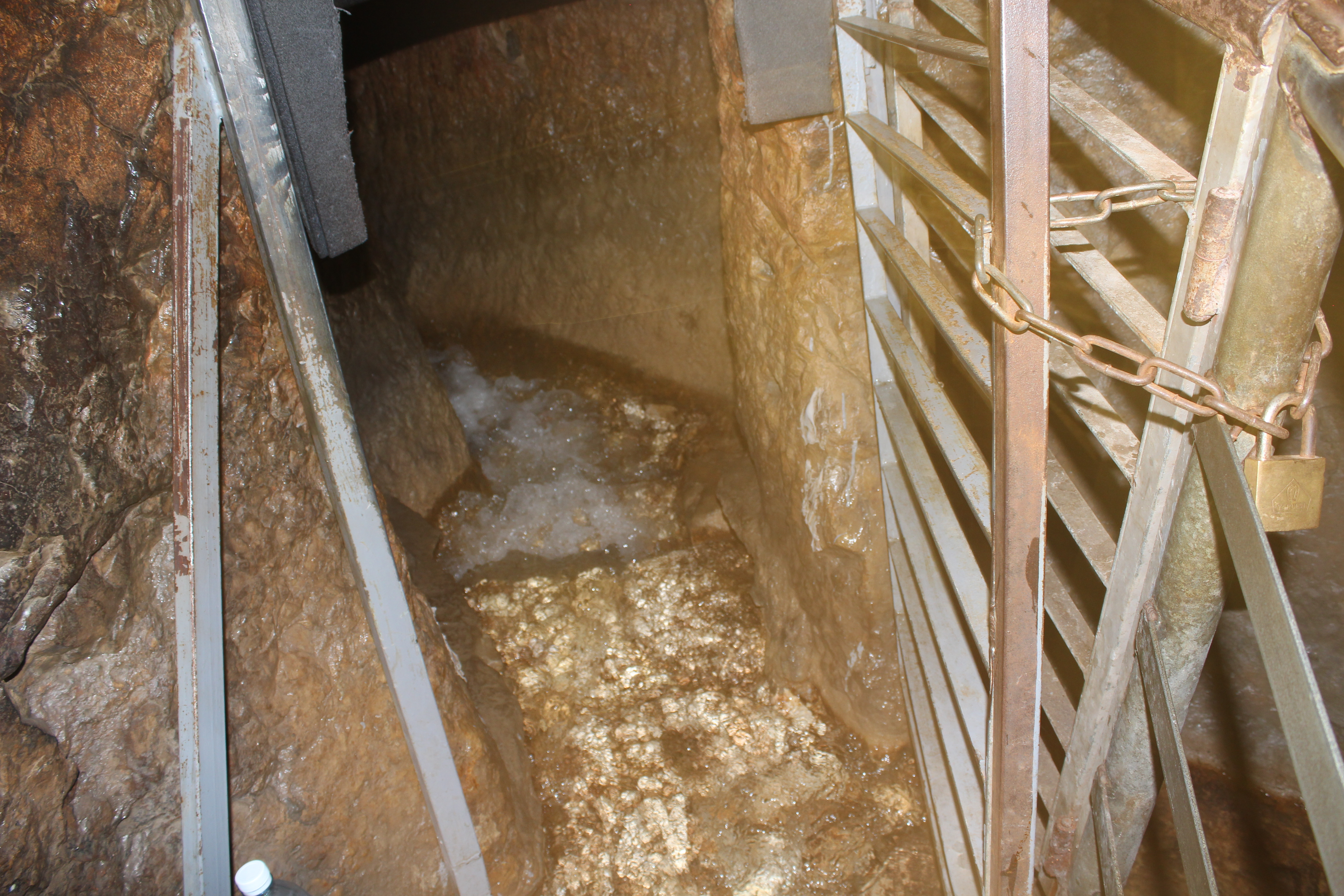
Gihonquelle

Die Gihonquelle (hebräisch מַעְיַן הַגִּחוֹן Maʿəjan haGichōn) ist die einzige Ganzjahresquelle in Jerusalem und ist bereits in der Bibel erwähnt. Die intermittierende Quelle entspringt unterirdisch in einer Grotte am Fuß des Berges Ophel, zwischen Davidsstadt und dem Kidrontal. 
Das Wasser der Gihonquelle führt zum Teich von Siloah, der sich am südlichen Ende der Stadt Davids befindet, und sollte die Wasserversorgung Jerusalems von der am Ostfuß des Berges gelegenen Gihonquelle sicherstellen. Heute gehören das antike Tunnelsystem und der Teich zu einem einmaligen archäologischen Park. 
Nach dem Zeugnis der Bibel hatte bereits König David die Stadt der Jebusiter Jerusalem durch Belagerung der Gihon-Quelle um 1000 v. Chr. eingenommen. Die Bibel berichtet außerdem, dass die Assyrer in der zweiten Hälfte des 8. Jahrhunderts Syrien und Palästina einnahmen, um schließlich auch Ägypten zu erobern. Dabei wurde auch Jerusalem bedroht und 701 tatsächlich von Sanherib belagert (nachdem er auf dem Weg nach Jerusalem mit großem Aufwand Lachisch erobert hatte). Vorausschauend hatte Hiskija die Stadtmauern Jerusalems (2 Chr 33,14 ) um die durch Flüchtlinge aus dem Nordreich Israel stark vergrößerte Stadt erweitert und den 500 m langen Kanal angelegt. Dieser Hiskija-Tunnel, der die vor der Stadt liegende Gihon-Quelle in den innerhalb der Mauern gelegenen Siloah-Teich innerhalb der Stadt ableitete, stellte für den Fall einer Belagerung die Frischwasserversorgung Jerusalems sicher. Der Bau dieses Tunnels war für die Zeit eine große ingenieurtechnische Leistung.

## Sonstiges
- Gihon ist auch der Name in Gen 2,13 EU von einem der vier Ströme des Paradieses. Ob dieser mit dem Wasserlauf, der aus der Gihon-Quelle entspringt, identisch ist oder ob nur ein überlieferter Name hier prominent wieder verwendet wurde, ist unklar.

- Die Gihonquelle wird heute von den Christen auch „Marienquelle“ genannt und bei den Moslems „Quelle der Mutter der Stufen“. Allen drei Religionen gilt das Wasser der Quelle als heilkräftig.